# Rowan County, North Carolina
Rowan County är ett administrativt område i delstaten North Carolina, USA, med 138 428 invånare. Den administrativa huvudorten (county seat) är Salisbury. 

## Geografi
Enligt United States Census Bureau har countyt en total area på 1 357 km². 1 323 km² av den arean är land och 34 km² är vatten. 

### Angränsande countyn
- Davie County - norr
- Davidson County - nordost
- Stanly County - sydost
- Cabarrus County - söder
- Iredell County - väster

### Större städer och samhällen
- China Grove
- Cleveland
- East Spencer
- Faith
- Granite Quarry
- Kannapolis (delvis i Cabarrus County)
- Landis
- Rockwell
- Salisbury (huvudort)
- Spencer